# Providencia Ejido el Depósito
Providencia Ejido el Depósito är en ort i kommunen San José del Rincón i delstaten Mexiko i Mexiko. Samhället hade 1 307 invånare vid folkräkningen 2020.